# 3172 Hirst
3172 Hirst este un asteroid din centura principală, descoperit pe 24 noiembrie 1981 de Edward Bowell.